# یواس‌اس بیرس (دی‌دی-۶۵۴)
یواس‌اس بیرس (دی‌دی-۶۵۴) (به انگلیسی: USS Bearss (DD-654)) یک کشتی بود که طول آن ۱۱۴٫۷ متر (۳۷۶ فوت) بود. این کشتی در سال ۱۹۴۳ ساخته شد.